# Charles Jean Baptiste Collin-Mezin
 (septembre 2013).
Si vous disposez d'ouvrages ou d'articles de référence ou si vous connaissez des sites web de qualité traitant du thème abordé ici, merci de compléter l'article en donnant les références utiles à sa vérifiabilité et en les liant à la section « Notes et références ».
Charles Jean Baptiste Collin-Mézin (né à Mirecourt le 12 novembre 1841 et mort à Boulogne-Billancourt le 13 novembre 1923) est un luthier français, fabriquant des violons, alto, violoncelles, contrebasses et des archets. Il devient officier de l'Académie des Beaux-Arts et remporte la médaille d'or et d'argent aux Expositions de Paris en 1878, 1889 et 1900.
Il est le fils du luthier CL-Collin, et le père de Charles Louis Collin-Mézin (en), également luthier.

## La carrière de Collin-Mézin
Né en 1841 à Mirecourt, Collin-Mézin travaille comme apprenti avec son père. Certaines sources disent qu'il a travaillé pendant une période dans l'atelier de Bruxelles de Nicolas François Vuillaume (en). En 1868, il s'installe à Paris, où il s'est établi comme l'un des luthiers français de premier plan. Ses instruments ont été considérés comme supérieurs aux autres nouveaux violons.
Collin-Mézin était ami avec des personnes influentes qui ont contribué à populariser ses instruments[réf. souhaitée].
Un certain nombre de violonistes célèbres jouent sur ces instruments, et saluent la qualité et la jouabilité, y compris Joseph Joachim, Camillo Sivori, Fritz Kreisler, Hubert Léonard, Marie Tayau (en) et Jules Armingaud, qui considérait le Collin-Mézin égal à un Stradivarius[réf. nécessaire] pour la souplesse et la richesse du son. Les violoncellistes Auguste-Joseph Franchomme et Jacquard ont joué sur des Collin-Mézins.

## Caractéristiques de ses instruments
Comme les meilleurs luthiers français, ses créations suivent la tradition des célèbres écoles italiennes Stradivarius, Guarneri et Amati, mais il développe son propre et unique vernis.
- Vernis a tendance à être épais et terne, dont la couleur varie du jaune au jaune brunâtre
- Ils ont généralement un contour noir le long des bords du corps et de la volute.
- Pas de processus artificiel de chauffage ou de traitement chimique du bois
- Construit en vieux bois qui a été séché naturellement
- La basse de passe (ainsi que d'autres aspects) ajusté selon l'âge et le type de bois qu'il a utilisé
- Son meilleur travail est approximativement de 1875-1910

Ses instruments sont également caractérisés par un son puissant et exceptionnellement brillant, mais possèdent également une dureté. L'historien musical William Henley, dans son "Universal Dictionary of Violin and Bow Makers (1959)", suggère que cette rigueur pouvait être éliminée avec « plusieurs années de jeu intense » certainement lorsque l'instrument est joué par un soliste actif.
Henley observe que “le Concerto romantique pour violon et orchestre de Benjamin Godard fut créé à Paris en 1876 par Marie Tayau sur un violon de Collin-Mézin avec (ce qui était alors une révolution) les cordes Mi et La en acier ainsi que suggéré par le luthier lui-même, ce qui semble indiquer qu'il tentait d'obtenir la brillance et la clarté au détriment de la pureté”. Les cordes en acier sont plus populaires aujourd'hui, mais elles ont tendance à être plus utilisées par les étudiants. Les violonistes plus avancés ou professionnels préfèrent les cordes synthétiques ou des cordes en boyaux.

## Comment reconnaître un authentique Collin-Mézin
- Tous les Collin-Mézin authentiques ont « La signature manuscrite en plus d'une étiquette » (selon Henley). Tous les autres violons sans sa signature manuscrite sont des violons de ses étudiants ou des falsifications.
- Les derniers violons à partir de 1900 ont un label "Grand Prix" en plus de la signature manuscrite.
- À côté de l'âme d'origine il y a un cachet de Collin-Mézin, un fac-similé de sa signature.
- Ses étiquettes ne doivent pas être confondues avec les violons de son fils et collaborateur Charles Collin-Mézin, Jr., dont les instruments sont également de haute qualité mais à prix plus modéré. Les étiquettes de Collin-Mézin, les instruments de JR contiennent encore des étiquettes avec le nom de son père, et indiquent qu'ils sont « par Ch. JB Collin-Mézin. (même si beaucoup ont été rendus à Mirecourt après 1924), et également la mention « grand Prix Exposition ».

## Longueur et étiquette
' De 1868-1876 '
Longueur : 9 cent. Hauteur : 2 cent
CH J. B. fils Collin- Mézin
Luthier . Paris l'année 1870
 ' À partir de 1876 '
Longueur : 9 cent. Hauteur 3 ½
Ch . J. B. Collin- Mézin
Luthier A PARIS
Rue du Faubg : Poissonnière n ° 29
Ch . J. B. Collin-Mézin
Luthier A PARIS
Rue du Faubg : Poissonnière No. 10
 ' Ses violons tard '
Ch . J. B. Collin-Mézin
Luthier C. M
Grand Prix Exposition Universelle , 1900
Paris , 1921

## Violonistes qui ont joué sur Collin-Mézin
- Joseph Joachim (1831–1907)
- Marie Tayau (1855-1892)
- Eugène Ysaÿe (1858–1931)
- Fritz Kreisler (1875–1962)
- Efrem Zimbalist (1889–1985)
- Naoum Blinder (1889–1965)  	ex-Blinder 1845-50
- Henryk Szeryng (1918–1988)  Messiah Strad copy which he gave to Prince Sovereign Rainier III of Monaco0
- Arthur Grumiaux (1921–1986)   1866  (now known as ex-Grumiaux ) now played by Jennifer Koh
- Mark Feldman (1955-)
- Scott Tixier (1986-)
- Philippe Quint
- Gaik Kazazian (1982-)
- Christian Tetzlaff (1966-)